# 铜湾镇
铜湾镇，是中华人民共和国湖南省怀化市中方县下辖的一个乡镇级行政单位。
铜湾镇地处中方县东半部的沅江两岸，是中方县东部的经济文化中心。西与新建、下坪相接，南与新路河、袁家为界，北和龙场、铜鼎毗邻。全镇总面积108.5平方公里，辖兴华、水落岸、黄溪、麻溪江、渡江坡、和村、大岩头、思坪、堆子、新屋、松坡、竹元头、三岔、三家田、费家田等23个村、沙螺湾、兴隆街2个居委会， 总人口2.81万人。全镇八山一水一分田，有水田12061亩，旱地1095亩。该镇水陆交通便利，商贸繁荣，经济较发达，社会安定。

## 行政区划
铜湾镇下辖以下地区：
沙螺湾社区、兴隆街社区、兴华村、水落岸村、黄溪村、麻溪江村、渡江坡村、和村、大岩头村、思坪村、堆子村、新屋村、松坡村、竹元头村、山岔村、三家田村和费家田村。